# 諸角憲一
諸角 憲一（もろずみ けんいち、1955年1月11日 - 2022年9月1日）は、日本の男性俳優、声優。山梨県甲府市出身。

## 来歴
甲府市立甲府商業高等学校卒業。
1975年に円・演劇研究所に入所し、1979年に演劇集団 円の会員に昇格。円企画所属。
一時は青二プロダクションに所属していた。
2022年9月1日、虚血性心不全のため死去。67歳没。

## 人物
声種はバリトン。
特技はバレーボール。資格は普通自動車免許、自動二輪車免許。

## 後任
諸角から持ち役を引き継いだ人物は以下の通り。
| 後任     | 役名                             | 概要作品                     | 代役・後任の初担当作品                                     |
| -------- | -------------------------------- | ---------------------------- | ---------------------------------------------------------- |
| 咲野俊介 | ジェイソン・アイザックス吹き替え | 「ハリー・ポッターシリーズ」 | 『ハリー・ポッター20周年記念: リターン・トゥ・ホグワーツ』 |
| 原田翔平 | セルゲイ・ドラグノフ             | 鉄拳シリーズ                 | 鉄拳8                                                      |

## 出演

### テレビドラマ
- 特捜最前線 第112話「赤い殺意を飼う女」（1979年、テレビ朝日）
- 獄医立花登手控え（1982年、NHK）
- 年下のひと（1983年、フジテレビ）
- 大河ドラマ 山河燃ゆ（1984年、NHK） - 木下大尉 役
- ロマンス（1984年、NHK）
- 影の軍団 幕末編（1985年、フジテレビ）
- 誇りの報酬 第9話「オホーツク悲歌」（1985年、NTV） - 一ノ瀬
- 別れた妻（1985年、フジテレビ）
- 土曜ワイド劇場 西村京太郎トラベルミステリー L特急「雷鳥九号」殺人事件（1987年、テレビ朝日）
- 妻そして女シリーズ 霊界から来た同居人（1988年、TBS）
- 女キャスター物語（1990年、テレビ東京）
- 木曜ゴールデンドラマ 株式会社の妻たち（1991年、日本テレビ）
- 銭形平次（フジテレビ）
  - 第2シリーズ 第15話「封印の罠」（1992年） - 安倍丹之丞 役
  - 第3シリーズ 第2話「死霊のお告げ」（1993年） - 仙太 役
- 徳川剣豪伝 それからの武蔵（1996年、テレビ東京）
- 土曜ワイド劇場 少年被疑者（2002年、テレビ朝日）

### 映画
- ムッちゃんの詩（1985年） - 島崎昇 役

### テレビアニメ
2000年
- 週刊ストーリーランド（ナレーション、支局長）

2003年
- キノの旅 -the Beautiful World-（老紳士）
- TEXHNOLYZE（政宗）
- 人間交差点（消防の調査班長）

2004年
- GANTZ（吉岡清）
- サムライチャンプルー（錆弐）
- MONSTER（高橋）

2006年
- 怪 〜ayakashi〜（秋山長兵衛）
- BLACK LAGOON（藤原）

2007年
- 獣神演武 -HERO TALES-（高官）
- 精霊の守り人（テホイ）

2008年
- ゴルゴ13（護衛）
- ソウルイーター（アーサー）
- 秘密 〜The Revelation〜（浅見透）
- 魍魎の匣（清野）

2009年
- 蒼天航路（関羽）

2011年
- 青の祓魔師（枢機卿）

2012年
- 名探偵コナン（ニセの父）

2014年
- テラフォーマーズ（グッドマン）

### OVA
- 電脳戦隊ヴギィ'ズ★エンジェル（1997年、艦長）
- 大YAMATO零号（2004年、デンゼル艦長補佐官）
- テイルズ オブ ファンタジア THE ANIMATION（2004年、軍師）
- I"s Pure（2005年、イサイ）
- 装甲騎兵ボトムズ ペールゼン・ファイルズ（2007年、メンケン）

### ゲーム
- 毛利元就 誓いの三矢（1997年、村上武吉）
- 闘神伝 昴（1999年、ゼロ）
- VAMPIRE HUNTER D（1999年、マイエル＝リンク）
- ジオニックフロント 機動戦士ガンダム0079（2001年、リィ・スワガー）
- 鉄拳シリーズ（2004年 - 2015年、セルゲイ・ドラグノフ[8]）

### 吹き替え

#### 担当俳優
クリス・クーパー
- アメリカン・ビューティー（フランク・フィッツ大佐）※テレビ版
- 大いなる遺産（ジョー・コールマン）
- マネー・トレイン（放火魔のトーチ）※テレビ朝日版

ジェイソン・アイザックス
- ディボーシング・ジャック（“カウ” パット・キーガン）
- ハリー・ポッターシリーズ（ルシウス・マルフォイ）
  - ハリー・ポッターと秘密の部屋
  - ハリー・ポッターと炎のゴブレット
  - ハリー・ポッターと不死鳥の騎士団
  - ハリー・ポッターと死の秘宝 PART1
  - ハリー・ポッターと死の秘宝 PART2

#### 映画
- アート・オブ・ウォー3（ゲインズ）
- アニバーサリーの夜に
- アラバマ物語（アティカス・フィンチ〈グレゴリー・ペック〉）※PDDVD版
- アルマゲドン（ハリー・スタンパー〈ブルース・ウィリス〉）※ソフト版
- 依頼人（ポール・グロンキー〈キム・コーツ〉）※テレビ朝日版
- インサイダー（リチャード・スクラッグス〈コルム・フィオール〉）※ソフト版
- インフォーマント!（ブライアン・シェパード捜査官〈スコット・バクラ〉）
- インベージョン（ヨリッシュ〈ロジャー・リース〉）
- ウォーターワールド ※テレビ東京版
- 裏切りのKiSS
- エクスカリバー（アーン王子〈ベン・パレン〉）
- es［エス］（看守・カンプス〈ニッキ・フォン・テンペルホフ〉）※ソフト版
- エネミー・オブ・アメリカ（ジェリー・ミラー〈ジェームズ・レグロス〉）※フジテレビ版
- エンド・オブ・デイズ※テレビ朝日版
- オーシャンズ12（モリシオ・ジョルダーノ警察署長〈マッティア・スブラージア〉）※ソフト版
- オーシャンズ13（ローマン・ネーゲル〈エディー・イザード〉）※ソフト版
- オースティン・パワーズ：デラックス
- カサブランカ（ヴィクトル・ラズロ〈ポール・ヘンリード〉）※PDDVD版
- カニング・キラー/殺戮の沼（ジェイコブ・クリーグ〈ユルゲン・プロホノフ〉）
- ガンズ・アンド・バレット（英語版）（マックス〈エイドリアン・ダンバー〉）
- 完全犯罪クラブ（アル・スワンソン〈トム・ベリカ〉）
- キャスト・アウェイ（ジェリー・ロベット〈クリス・ノース〉）
- キャッチ・ミー・イフ・ユー・キャン（ケスナー）
- キャデラック・マン※テレビ東京版
- ギャングスター（英語版）（ブライス〈ヴィニー・ジョーンズ〉）
- グラディエーター（ジュバ〈ジャイモン・フンスー〉）※ソフト版
- クリムゾン・リバー（学長の息子〈ローラン・ラフィット（英語版）〉）※ソフト版
- コップランド※ソフト版
- コラテラル・ダメージ（フィップス捜査官〈ミゲル・サンドバル〉）※ソフト版
- コレクター（サイクス〈アレックス・マッカーサー（英語版）〉）※テレビ版
- コンタクト（ニュースキャスター〈リンデン・ソールズ〉）※テレビ東京版
- サブウェイ123 激突（カモネッティ警部補〈ジョン・タトゥーロ〉）
- ザ・マークスマン
- ザ・ロイヤル・テネンバウムズ
- ザ・ワン（ファンチ〈ジェイソン・ステイサム〉）※ソフト版
- シアトル猟奇殺人捜査
- ジェニファーの明日 あなたを抱きしめさせて（ピーター〈コリン・ファーガソン〉）※NHK版
- 十戒（バッカ〈ヴィンセント・プライス〉）※テレビ朝日版
- ショーシャンクの空に※TBS版
- スキャンダル（ジョニー・エッジコム〈ローランド・ギフト（英語版）〉）※テレビ東京新版
- スタートレックIII ミスター・スポックを探せ!※ソフト版
- スナイパー（ラッセル・ウィリアムズ〈マーティン・カミンズ（英語版）〉）
- スネーク・アイズ（ゴードン・プリツカー刑事〈ピーター・マクロビー（英語版）〉）※テレビ朝日版
- SET IT OFF
- 戦場のピアニスト（イーツァク・ヘラー〈ロイ・スマイルズ〉）
- セブン（カリフォルニア〈ジョン・C・マッギンリー〉）※テレビ朝日版
- ゾディアック（ジャック・マラナックス巡査部長〈イライアス・コティーズ〉）
- タイタニック（ライトラー二等航海士〈ジョニー・フィリップス（英語版）〉）※ソフト版
- タイムリミット（バステ〈アントニ・コローネ（英語版）〉）※機内上映版
- 007シリーズ
  - 007 リビング・デイライツ（ネクロス〈アンドリアス・ウイスニウスキー〉）※テレビ朝日版
  - 007 消されたライセンス（倉庫の警備員2）※テレビ朝日版
  - 007 トゥモロー・ネバー・ダイ（スタンパー）※ソフト版
  - 007 ワールド・イズ・ノット・イナフ（レナード〈ロバート・カーライル〉）※ソフト版
  - 007 ダイ・アナザー・デイ（ファルコ〈マイケル・マドセン〉[11]）※テレビ朝日版
- ダンジョン&ドラゴン（ダモダー〈ブルース・ペイン〉）※ソフト版
- ダンジョン&ドラゴン2（ダモダー〈ブルース・ペイン〉）
- チェーン・リアクション（エド・ラファティ〈チェルシー・ロス〉）※テレビ朝日版
- チョコレート
- チルファクター（ヴィテリ〈ダニエル・ヒュー・ケリー〉）
- 沈黙の報復（フランク・ショウ刑事）
- D-WARS ディー・ウォーズ（フランク・ピンスキー〈クリス・マルケイ〉）
- デス・フロント（デイビッド・テイト軍曹〈ヒューゴ・スピアー（英語版）〉）
- デトネーター（マイケル・シェパード〈ウィリアム・ホープ〉）※ソフト版
- トゥームレイダー2（キャロウェイ捜査官〈ロナン・ヴィバート（英語版）〉）※ソフト版
- トゥルー・クライム（リーディ〈ジョン・フィン〉）※日本テレビ版
- トゥルー・ロマンス※日本テレビ版
- ドッグヴィル（チャック〈ステラン・スカルスガルド〉）
- 飛ぶ教室（ローベルト〈セバスチャン・コッホ〉）
- ナイルの宝石 ※テレビ朝日版
- ナチョ・リブレ 覆面の神様（海辺のまじない師〈ピーター・ストーメア〉）
- 陪審員（マーク・コーデル/ティーチャー〈アレック・ボールドウィン〉）※日本テレビ版
- 裸のマハ（フランシスコ・デ・ゴヤ〈ホルヘ・ペルゴリア（英語版）〉）
- バッド・エデュケーション（マノロ神父〈ダニエル・ヒメネス・カチョ（英語版）〉）
- パトリオット　※ソフト版
- パンズ・ラビリンス（ビダル〈セルジ・ロペス〉）
- ハンニバル（コーデル・ドームリング医師〈ジェリコ・イヴァネク〉）※テレビ朝日版
- ビッグママ・ハウス（レスター・ヴェスコ〈テレンス・ハワード〉）
- ヒップホップ・プレジデント
- ビューティフル・ピープル（ジェリー〈ギルバート・マーティン〉）
- フェアリーテイル（アーサー・ライ〈ポール・マッギャン〉）
- ブライアン・ジョーンズ ストーンズから消えた男（フランク・ソログッド〈パディ・コンシダイン〉）
- ブラッド・ワーク（警部〈グレン・モーシャワー〉）※ソフト版
- ブレイド2（クーネン〈カレル・ローデン〉）※ソフト版
- ブロークン・アロー（サム・ローズ隊長〈ヴォンディ・カーティス＝ホール〉）※日本テレビ版
- プロフェシー※DVD版
- ブロンド・ライフ
- ベルンの奇蹟（リヒャルト・ルバンスキ〈ペーター・ローマイヤー（ドイツ語版）〉）
- ベン・ハー（ドルーサス〈テレンス・ロングドン（英語版）〉）※テレビ東京版
- ポストマン（アイダホ〈ジェームズ・ルッソ〉）※ソフト版
- マーキュリー・ライジング（レオ・ペドランスキー〈ボッジ・パイン・エルフマン〉）※ソフト版
- マーシャル・ロー（サミール・ナジデ〈サミ・ブアジラ〉）
- 未知との遭遇※テレビ朝日版
- ミニミニ大作戦（イエヴェン〈ボリス・クルトノグ〉）
- めぐりあう時間たち
- モナリザ・スマイル（ポール・ムーア〈ジョン・スラッテリー〉）※ソフト版
- ヤング・ブラッド（リシュリュー枢機卿〈スティーヴン・レイ〉）

#### ドラマ
- アリー my Love
- オールイン 運命の愛（ハン・ミョンジン〈ミョン・ロジン〉）
- OZ/オズ（ニコライ・スタニスロフスキー）
- キッドナップ（ヴァンス〈ジャンカルロ・エスポジート〉）
- 宮廷女官チャングムの誓い（シン・イクピル〈パク・ウンス〉）
- 禁断の関係〜愛と憎しみのブーケ〜（ジャイルズ〈ニコラス・ファレル〉）
- ザ・ソプラノズ 哀愁のマフィア（ポーリー・ガルティエリ〈トニー・シリコ〉）
- シャーロック・ホームズの冒険（シャーロック・ホームズ〈ジェレミー・ブレット〉）※DVD完全版
- 超感覚刑事ザ・センチネル（サイモン・ハンクス〈ブルース・A・ヤング（英語版）〉）
- 24 -TWENTY FOUR-（マイケル・アマドール〈グレッグ・エリス〉）
- バフィー 〜恋する十字架〜（ハンク・サマーズ〈ディーン・バトラー〉）
- パワーレンジャー・ロスト・ギャラクシー（キャプテン・バゥンティー〈マイク・レイノルズ〉）
- ブラザーズ&シスターズ（ドクター・カール・ウェスト）
- ヤング・スーパーマン（ライオネル・ルーサー〈ジョン・グローヴァー〉）
- 霊幻道士・キョンシーマスター（ロイ・ゴー道士〈チェン・トン）
- 恋愛時代
- LOST

#### アニメ
- シンドバッド 7つの海の伝説
- スター・ウォーズ/クローン・ウォーズ（ロシュティ）

### ナレーション
- いのちの現場からIII
- 三共 リゲイン
- 日産 CM（ムラーノ、ラルゴ、ティアナ、テラノ）
- パナソニック デジタルカメラ

### 舞台
- 坂東玉三郎特別公演 「長崎十二景」（1983年） - 萩原晃※片岡弘貴とのダブルキャスト[12]
- あざみの蜜
- ヴェニスの商人
- 鏡花万華鏡風流線
- から騒ぎ
- ガラスの動物園
- 新橋演舞場 11月特別公演 「黒蜥蜴」（1984年） - 木津[13]
- 十二夜
- 近松能楽集卒塔婆小町
- 月の上の夜
- 夏の夜の夢
- ピサロ
- まちがいつづき
- 夜叉ヶ池
- 夢の女
- ロミオとジュリエット